# Pływanie na Igrzyskach Śródziemnomorskich 1997
Zawody pływackie na Igrzyskach Śródziemnomorskich 1997 odbyły się we w dnaich 13–25 czerwca w Bari.

## Tabela medalowa
| Poz. | Państwo    |    |    |    | Razem: |
| ---- | ---------- | -- | -- | -- | ------ |
| 1    | Włochy     | 16 | 7  | 8  | 31     |
| 2    | Francja    | 9  | 5  | 8  | 22     |
| 3    | Hiszpania  | 3  | 7  | 10 | 20     |
| 4    | Egipt      | 2  | 1  | 0  | 3      |
| 5    | Algieria   | 1  | 1  | 0  | 2      |
| 6    | Chorwacja  | 0  | 4  | 1  | 5      |
| 7    | Grecja     | 0  | 3  | 1  | 4      |
| 8    | Słowenia   | 0  | 3  | 0  | 3      |
| 9    | Jugosławia | 0  | 0  | 2  | 2      |
| 10   | Cypr       | 0  | 0  | 1  | 1      |
| 11   | Turcja     | 0  | 0  | 1  | 1      |
|      | Razem:     | 31 | 31 | 32 | 94     |

## Wyniki

### Mężczyźni
| konkurencja                        | złoto                                                                                   | złoto    | srebro                                                                                       | srebro   | brąz                                                                              | brąz     |
| ---------------------------------- | --------------------------------------------------------------------------------------- | -------- | -------------------------------------------------------------------------------------------- | -------- | --------------------------------------------------------------------------------- | -------- |
| 50 metrów stylem dowolnym          | Julien Sicot · Francja                                                                  | 22,97    | Salim Iles · Algieria                                                                        | 23,24    | Stavros Michalidis · Cypr · Lorenzo Vismara · Włochy                              | 23,28    |
| 100 metrów stylem dowolnym         | Salim Iles · Algieria                                                                   | 50,62    | Massimiliano Rosolino · Włochy                                                               | 51,23    | Julien Sicot · Francja                                                            | 51,56    |
| 200 metrów stylem dowolnym         | Massimiliano Rosolino · Włochy                                                          | 1:49.48  | Dimitrios Manganas · Grecja                                                                  | 1:52.89  | Javier Botello · Hiszpania                                                        | 1:52.94  |
| 400 metrów stylem dowolnym         | Emiliano Brembilla · Włochy                                                             | 3:49.32  | Massimiliano Rosolino · Włochy                                                               | 3:54.92  | Dimitrios Manganas · Grecja                                                       | 3:57.67  |
| 1500 metrów stylem dowolnym        | Emiliano Brembilla · Włochy                                                             | 15:22.27 | Marco Formentini · Włochy                                                                    | 15:22.73 | Fernando Gómez · Hiszpania                                                        | 15:46.51 |
| 100 m stylem grzbietowym           | Emanuele Merisi · Włochy                                                                | 56,45    | Gordan Kožulj · Chorwacja                                                                    | 57,02    | Derya Büyükuncu · Turcja                                                          | 57,03    |
| 200 m stylem grzbietowym           | Emanuele Merisi · Włochy                                                                | 2:01.49  | Marko Strahija · Chorwacja                                                                   | 2:01.79  | Stefano Battistelli · Włochy                                                      | 2:02.09  |
| 100 m stylem klasycznym            | Domenico Fioravanti · Włochy                                                            | 1:02.29  | Stephan Perrot · Francja                                                                     | 1:02.57  | Jean-Christophe Sarnin · Francja                                                  | 1:03.29  |
| 200 m stylem klasycznym            | Stephan Perrot · Francja                                                                | 2:13.76  | Domenico Fioravanti · Włochy                                                                 | 2:15.17  | Jean-Christophe Sarnin · Francja                                                  | 2:15.81  |
| 100 m stylem motylkowym            | Franck Esposito · Francja                                                               | 53,80    | Miloš Miloševic · Chorwacja                                                                  | 55,02    | Vladan Marković · Jugosławia                                                      | 55,09    |
| 200 m stylem motylkowym            | Franck Esposito · Francja                                                               | 1:59.92  | Massimiliano Eroli · Włochy                                                                  | 2:01.0   | Vladan Marković · Jugosławia                                                      | 2:02.65  |
| 200 m stylem zmiennym              | Xavier Marchand · Francja                                                               | 2:03.97  | Massimiliano Rosolino · Włochy                                                               | 2:04.94  | Krešimir Čač · Chorwacja                                                          | 2:06.95  |
| 400 m stylem zmiennym              | Massimiliano Eroli · Włochy                                                             | 4:22.82  | Krešimir Čač · Chorwacja                                                                     | 4:27.36  | Frederik Hviid · Hiszpania                                                        | 4:27.58  |
| 15 kilometrów                      | Stéphane Lecat · Francja                                                                | 3:09:15  | Fabio Fusi · Włochy                                                                          | 3:10:39  | Massimiliano Parla · Włochy                                                       | 3:13:14  |
| Sztafeta 4 × 100 m stylem dowolnym | Andrea Iemmi · Alessandro Bacchi · Lorenzo Vismara · Massimiliano Rosolino · Włochy     | 3:25.87  | Julien Sicot · Ludovic Depickère · Pierrick Chavatte · Romain Barnier · Francja              | 3:26.68  | Javier Botello · Guillermo Sanchez · Mariano Jimenez · Juan Benavides · Hiszpania | 3:26.78  |
| Sztafeta 4 × 200 m stylem dowolnym | Paolo Ghiglione · Emiliano Brembilla · Emanuele Idini · Massimiliano Rosolino · Włochy  | 7:23.33  | Dimitrios Manganas · Nikos Paraskevopoulos · Dimitris Antonokakis · Pashalis Datsos · Grecja | 7:28.52  | Guillermo Sanchez · Luis Rodriguez · Fernando Gómez · Javier Botello · Hiszpania  | 7:34.70  |
| Sztafeta 4 × 100 m stylem zmiennym | Emanuele Merisi · Domenico Fioravanti · André Gusperti · Massimiliano Rosolino · Włochy | 3:44.60  | Romain Barnier · Stephan Perrot · Franck Esposito · Julien Sicot · Francja                   | 3:44.66  | David Ortega · Ismael Garcia · Juan Ramón Fernández · Javier Botello · Hiszpania  | 3:46.18  |

### Kobiety
| konkurencja                        | złoto                                                                              | złoto   | srebro                                                                       | srebro  | brąz                                                                            | brąz    |
| ---------------------------------- | ---------------------------------------------------------------------------------- | ------- | ---------------------------------------------------------------------------- | ------- | ------------------------------------------------------------------------------- | ------- |
| 50 metrów stylem dowolnym          | Rania El Wani · Egipt                                                              | 25,90   | Metka Sparavec · Słowenia                                                    | 25,98   | Claudia Franco · Hiszpania                                                      | 26,34   |
| 100 metrów stylem dowolnym         | Rania El Wani · Egipt                                                              | 55,90   | Claudia Franco · Hiszpania                                                   | 56,97   | Solenne Figuès · Francja                                                        | 57,12   |
| 200 metrów stylem dowolnym         | Solenne Figuès · Francja                                                           | 2:02.72 | Rania El Wani · Egipt                                                        | 2:03.33 | Laura Roca · Hiszpania                                                          | 2:03.41 |
| 400 metrów stylem dowolnym         | Laura Roca · Hiszpania                                                             | 4:19.50 | Laetitia Choux · Francja                                                     | 4:20.07 | Viola Valli · Włochy                                                            | 4:21.59 |
| 800 metrów stylem dowolnym         | Sarai Justes · Hiszpania                                                           | 8:55.21 | María Ángeles Bardina · Hiszpania                                            | 8:56.69 | Viola Valli · Włochy                                                            | 9:00.17 |
| 100 m stylem grzbietowym           | Roxana Maracineanu · Francja                                                       | 1:03.11 | Ivette María Tato · Hiszpania                                                | 1:04.00 | Hélène Ricardo · Francja                                                        | 1:04.84 |
| 200 m stylem grzbietowym           | Laura Porchianello · Włochy                                                        | 2:15.03 | Roxana Maracineanu · Francja                                                 | 2:15.52 | Hélène Ricardo · Francja                                                        | 2:16.47 |
| 100 m stylem klasycznym            | Manuela Dalla Valle · Włochy                                                       | 1:11.14 | Nataša Kejžar · Słowenia                                                     | 1:11.74 | Federica Biscia · Włochy                                                        | 1:12.52 |
| 200 m stylem klasycznym            | Federica Biscia · Włochy                                                           | 2:33.89 | Nataša Kejžar · Słowenia                                                     | 2:34.82 | Lourdes Becerra · Hiszpania                                                     | 2:35.72 |
| 100 m stylem motylkowym            | Ilaria Tocchini · Włochy                                                           | 1:01.19 | María Peláez · Hiszpania                                                     | 1:01.54 | Francesca Bugamelli · Włochy                                                    | 1:02.28 |
| 200 m stylem motylkowym            | Paola Cavallino · Włochy                                                           | 2:14.79 | Bárbara Franco · Hiszpania                                                   | 2:15.18 | Veronica Rodà · Włochy                                                          | 2:15.81 |
| 200 m stylem zmiennym              | Nadège Cliton · Francja                                                            | 2:19.10 | Ekaterini Sarakatsani · Grecja                                               | 2:19.43 | María Peláez · Hiszpania                                                        | 2:19.62 |
| 400 m stylem zmiennym              | Nadège Cliton · Francja                                                            | 4:51.99 | Lourdes Becerra · Hiszpania                                                  | 4:52.27 | Laura Porchianello · Włochy                                                     | 4:55.86 |
| 15 kilometrów                      | Valeria Casprini · Włochy                                                          | 3:17:27 | Gaia Naldini · Włochy                                                        | 3:27:35 | Petra Banović · Chorwacja                                                       | 3:35:44 |
| Sztafeta 4 × 100 m stylem dowolnym | Blanca Ceron · Fatima Madrid · Ana Palomo · Claudia Franco · Hiszpania             | 3:48.86 | Karina Vanni · Cecilia Vianini · Cristina Chiuso · Viviana Susin · Włochy    | 3:49.82 | Solenne Figuès · Marianne Leverge · Ludivine Chouipe · Hélène Ricardo · Francja | 3:50.91 |
| Sztafeta 4 × 100 m stylem zmiennym | Francesca Bissoli · Manuela Dalla Valle · Ilaria Tocchini · Viviana Susin · Włochy | 4:12.59 | Ivette María Tato · Rosario Zazo · María Pelaez · Claudia Franco · Hiszpania | 4:15.86 | Roxana Maracineanu · Karine Bremond · Nadege Cliton · Solenne Figuès · Francja  | 4:21.67 |